# نووه لوخا
نووه لوخا (به اسپانیایی: Nueva Loja) یک منطقهٔ مسکونی در اکوادور است که در استان ساکومبیوس واقع شده‌است. نووه لوخا ۳۷۹٫۸۰ کیلومتر مربع مساحت و ۵۷٬۷۲۷ نفر جمعیت دارد و ۲۹۷ متر بالاتر از سطح دریا واقع شده‌است.

## خواهرخوانده
شهر ایکیتوس خواهرخواندهٔ نووه لوخا هست.